# Las aventuras de Marco Polo
Las aventuras de Marco Polo (título original en inglés, The Adventures of Marco Polo) es una película de aventuras de 1938, y una de las más elaboradas y costosas producciones de Samuel Goldwyn.

## Argumento
Niccolò Polo, comerciante veneciano, envía a su hijo Marco Polo (Gary Cooper) acompañado de su cómico ayudante Binguccio (Ernest Truex) a la lejana China. Navegan desde Venecia y tras cruzar los desiertos de Persia y las montañas del Tíbet consiguen llegar a Pekín y al palacio del gobernante de China, Kublai Khan (George Barbier).
Kublai Khan ha prometido a la princesa Kukachin (Sigrid Gurie) al Rey de Persia. Marco, llegando a palacio, oye a Kukachin rogando al cielo para que su marido sea guapo. Marco consigue una audiencia  con el emperador quien, para ponerle a prueba, le pide que juzgue a unas candidatas para dama de compañía. Marco las elige diciendo que su criterio es que las mujeres deben ser sinceras pero no demasiado inteligentes. Kublai está de acuerdo con él y se hacen amigos. El despiadado consejero del emperador, Ahmed, se entera de que la princesa se siente inexplicablemente atraída por Marco y decide librarse de él

## Reparto
- Gary Cooper: Marco Polo
- Sigrid Gurie: princesa Kukachin
- Basil Rathbone: Ahmed
- George Barbier: Kublai Kan
- Binnie Barnes: Nazama
- Ernest Truex: Binguccio
- Alan Hale: Kaidu
- H.B. Warner: Chen Tsu
- Robert Greig: chambelán
- Ferdinand Gottschalk: embajador persa
- Henry Kolker: Niccolò Polo
- Lotus Liu: Visakha
- Stanley Campos: Bayan
- Harold Huber: Toctai
- Lana Turner: sierva de Nazama

## Recepción
Las reseñas de la época fueron de variado signo. Frank S. Nugent De The New York Times escribió que "es totalmente infiel a la historia, pero aun así se esfuerza por ser divertida."  Variety dijo que la película "era espectacular" y "un vehículo excelente para Cooper". Film Daily dijo que era emocionante y romántica. John Mosher del New Yorker dijo que fue "una decepción muy grande" y describió el diálogo como sacada de un mal libretto." CMotion Picture Daily lamentó que no hubiesen elegido a Rudolph Valentino en lugar de Gary Cooper. The Sun escribió, "A pesar de sus elaborados encuadres y la carismática presencia de Gary Cooper, Las aventuras de Marco Polo no cumple con lo que promete."